# 白沙羅—蒲種大道

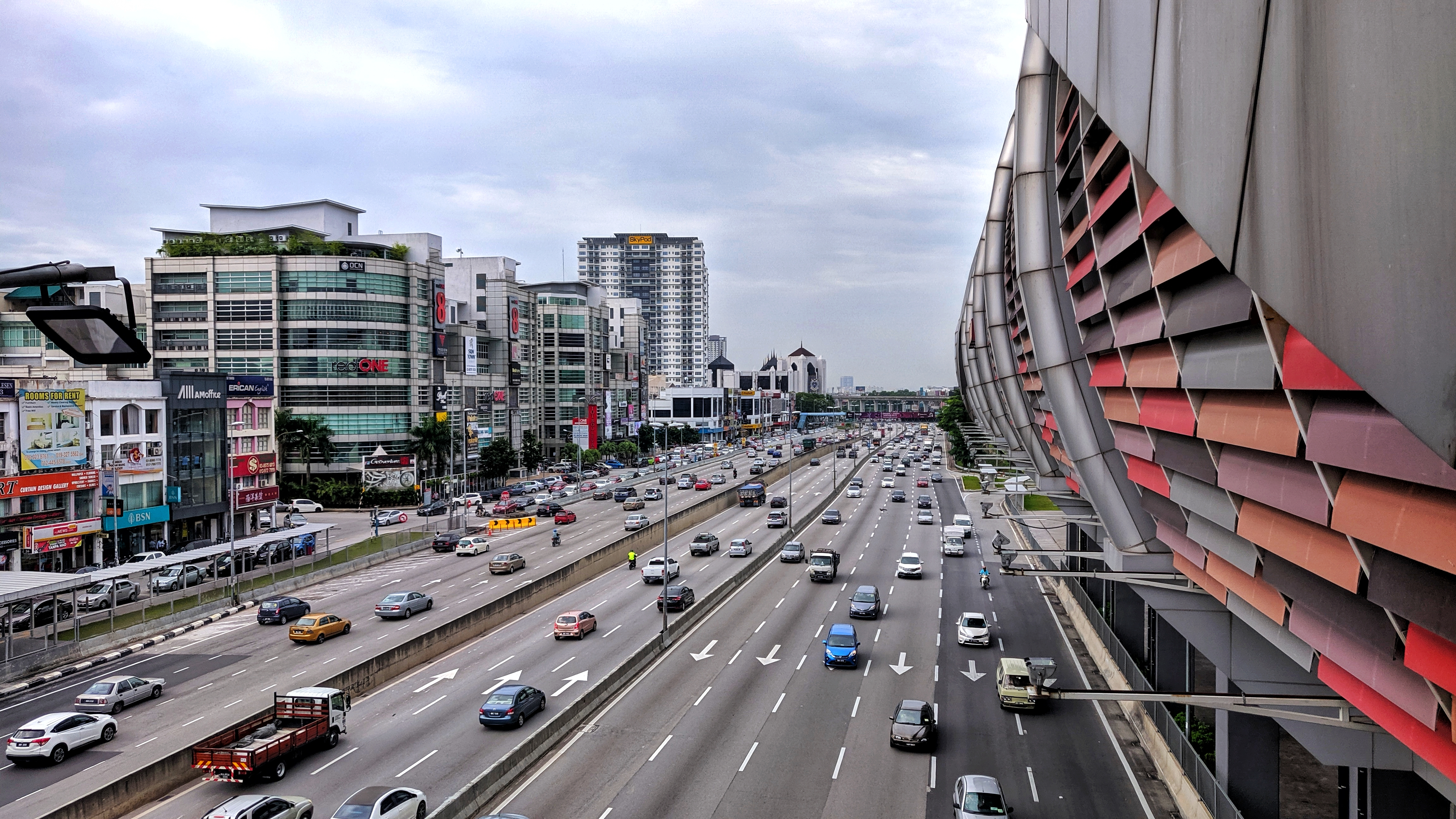
蒲种再也附近的白蒲大道路段

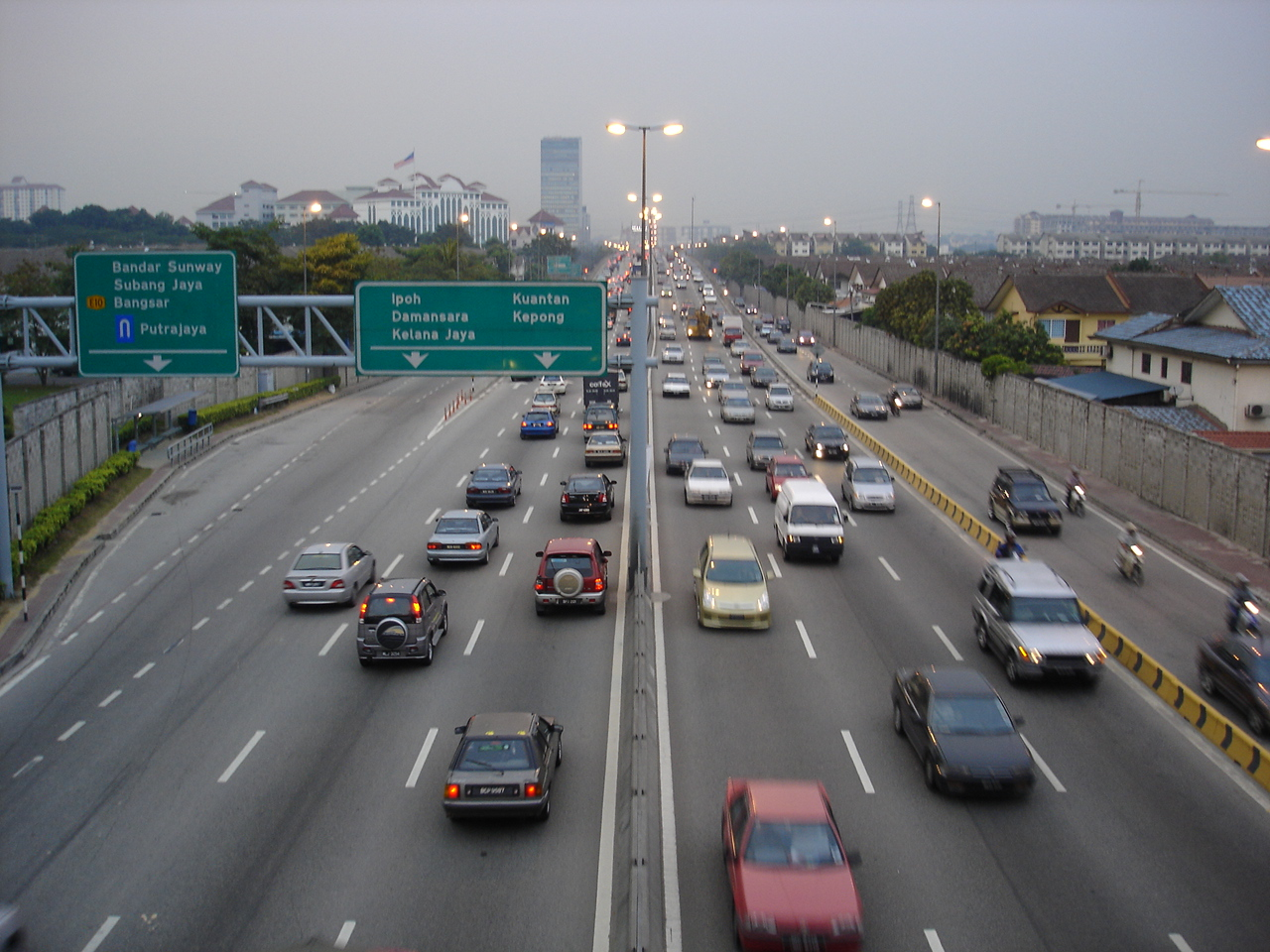
双威镇附近的白蒲大道路段

白沙羅－蒲種大道（簡稱“LDP”或“白蒲大道”）是馬來西亞巴生谷最繁忙的高速公路，估計日車流量達超過43萬車次。
這條大道連接雪兰莪的两个都市－八打灵再也的白沙罗区（北部）及梳邦再也的蒲种区。其中经过的市郊计有万达镇、雙威鎮、梳邦再也UEP区等，是巴生谷內發達的工業區及住宅區；白蒲大道也是連接其他雪隆地區的主要高速公路，并可转入莎亚南大道、聯邦大道、西部疏散大道（本查拉和白沙罗连贯公路）等高速公路。

## 收費
白蒲大道由環城大道私人有限公司承建並保養管理，該公司與馬來西亞政府有協議，可以收取過路費，2007年，可以調高過路費。
| 車輛種類             | 收費  |
| -------------------- | ----- |
| 的士                 | 50仙  |
| 公車、巴士           | 1令吉 |
| 第一級車輛及小型貨車 | 1令吉 |
| 第二級貨車           | 2令吉 |
| 大貨櫃車             | 3令吉 |

| 車輛種類             | 收費     |
| -------------------- | -------- |
| 的士                 | 80仙     |
| 公車、巴士           | 1.60令吉 |
| 第一級車輛及小型貨車 | 1.60令吉 |
| 第二級貨車           | 3.20令吉 |
| 大貨櫃車             | 4.80令吉 |

### 收費站
白蒲大道有4個收費站，分別在本查拉、雙威鎮、蒲種西區及蒲種南區。除雙威鎮的收費站避不開外，其他三個收費站都可以繞遠路避開。且環城大道私人有限公司也曾公佈這些道路的路線圖。甚至在蒲種西區及蒲種南區設立了交替路線的告示牌，只是告之使用這些交替道很費時。

## 歷史
1997年，白蒲大道開始起建，由環城大道私人有限公司承建，1999年建成。1999年1月25日正式啟用，也由相同的公司負責管理保養。